# Вироджена гра
Гра вироджена — антагоністична гра, в якій функція виграшу вироджена, тобто, має вигляд
{\displaystyle H(x,y)=\sum _{i=1}^{m}\sum _{j=1}^{n}a_{ij}f_{i}(x)g_{j}(y)},
де fi(x), та gj(y) — функції, задані відповідно на множинах чистих стратегій гравців A та B.

## Властивості вироджених ігор
Вивчались вироджені ігри на одиничному квадраті. Вони зводяться до скінченних антагоністичних опуклих ігор. Якщо fi(x) та gj(y) — неперервні функції, то гравці A та B мають оптимальні стратегії, які є, водночас, сумішами не більш ніж m та n чистих стратегій. Якщо fi(x) = xi, а gj(y) = yj, то вироджена гра називається поліноміальною.
Поняття виродженої гри можна визначити для загальних безкоаліційних ігор з n гравцями.